# Tour du Doubs 2022
Il Tour du Doubs 2022, trentasettesima edizione della corsa, valevole come prova dell'UCI Europe Tour 2022 categoria 1.1 e come quattordicesima della Coppa di Francia 2022, si è svolta il 4 settembre 2022 su un percorso di 204 km, con partenza da Morteau e arrivo a Pontarlier, in Francia. La vittoria fu appannaggio del francese Valentin Madouas, il quale ha completato il percorso in 4h53'07", alla media di 41,758 km/h, precedendo i connazionali Mathieu Burgaudeau e Matis Louvel.
Sul traguardo di Pontarlier 83 ciclisti, dei 105 partiti da Morteau, portarono a termine la competizione.

## Squadre e corridori partecipanti
| N.    | Cod. | Squadra                   |
| ----- | ---- | ------------------------- |
| 1-6   | TEN  | TotalEnergies             |
| 11-16 | LTS  | Lotto Soudal              |
| 21-26 | IWG  | Intermarché-Wanty-Gobert  |
| 31-36 | GFC  | Groupama-FDJ              |
| 41-46 | ACT  | AG2R Citroën Team         |
| 51-56 | COF  | Cofidis                   |
| 61-66 | ARK  | Team Arkéa-Samsic         |
| 71-76 | BBK  | B&B Hotels-KTM            |
| 81-86 | BWB  | Bingoal Pauwels Sauces WB |

| N.      | Cod. | Squadra                          |
| ------- | ---- | -------------------------------- |
| 91-96   | SVB  | Sport Vlaanderen-Baloise         |
| 101-106 | NMC  | Nice Métropole Côte d'Azur       |
| 111-116 | UNA  | Team U Nantes Atlantique         |
| 121-126 | GRL  | Go Sport-Roubaix Lille Métropole |
| 131-136 | AUB  | St Michel-Auber 93               |
| 141-145 | LPC  | Leopard Pro Cycling              |
| 151-156 | COR  | Team Corratec                    |
| 161-166 | TUD  | Tudor Pro Cycling Team           |
| 171-176 | XSU  | XSpeed United Continental        |

## Ordine d'arrivo (Top 10)
| Pos. | Corridore         | Squadra       | Tempo    |
| ---- | ----------------- | ------------- | -------- |
| 1    | Valentin Madouas  | Groupama      | 4h53'07" |
| 2    | M. Burgaudeau     | TotalEnergies | s.t.     |
| 3    | Matis Louvel      | Arkéa         | s.t.     |
| 4    | Biniam Girmay     | Intermarché   | s.t.     |
| 5    | Benjamin Thomas   | Cofidis       | s.t.     |
| 6    | Clément Venturini | AG2R          | s.t.     |
| 7    | Stefan Küng       | Groupama      | s.t.     |
| 8    | Philippe Gilbert  | Lotto         | s.t.     |
| 9    | Barnabás Peák     | Intermarché   | s.t.     |
| 10   | Kevin Geniets     | Groupama      | s.t.     |